# Лоуэлл, Лоренс
Эббот Лоренс Лоуэлл (англ. Abbott Lawrence Lowell; 13 декабря 1856[…], Бостон, Массачусетс, США — 6 января 1943[…], Бостон) — писатель, юрист и политолог, президент Гарвардского университета с 1909 по 1933 год.

## Биография
Эббот Лоуэлл происходил из одной из самых уважаемых и богатых семей бостонских браминов. Был братом известного астронома Персиваля Лоуэлла, писательницы и борца за права женщин Эми Лоуэлл и пионера дородового педиатрического ухода Элизабет Лоуэлл Патнэм (1862—1935). Его двоюродный брат Эббот Лоуренс Ротч основал метеорологическую обсерваторию Блю-Хилл.
В 1877 году окончил Гарвард-колледж со степенью бакалавра с высшим баллом по математике, а в 1880 году успешно окончил Гарвардскую школу права со степенью магистра искусств. В последующие годы до 1897 года руководил юридической фирмой вместе со своим двоюродным братом Фрэнсисом Кэботом Ловеллом. Оба они были авторами книги «Передача акций корпораций» (1884). 19 июня 1879 года, будучи студентом юридического факультета, женился на дальней кузине Анне Паркер Лоуэлл в Королевской часовне в Бостоне и провёл медовый месяц на западе США. В 1897 году Лоуэлл был избран в Американскую академию искусств и наук, а в 1910 году — в Американскую академию искусств и литературы. В 1908/09 годах занимал пост президента Американской ассоциации политических наук (APSA). В 1913 году стал членом-корреспондентом Британской академии[3], а в 1921 году — ассоциированным членом Королевской академии Бельгии.
В 1897 году стал преподавателем, а в 1898 году — полным профессором Гарвардского университета. Одиннадцать лет спустя его избрали президентом университета, и эту должность он успешно занимал в течение 24 лет. В том же 1909 году был избран главой Американской ассоциации политических наук. Среди его научных работ «Очерки о правительстве» (1889), «Правительства и партии в континентальной Европе» (2 тома, 1896), «Колониальная гражданская служба» (1900) и «Правительство Англии» (2 тома, 1908).
В то же время, в 1900 году, он сменил своего отца, Августа Лоуэлла, на посту финансового директора Института Лоуэлла в Бостоне.
Его главными достижениями на посту президента университета стали реорганизация системы домов (строительство студенческих общежитий на территории кампуса) и соучредительство Гарвардского общества стипендиатов. Его реформа образования в бакалавриате заложила систему специализации по определенной дисциплине, которая стала стандартом американского образования. В более поздних исторических исследованиях и статьях в прессе Лоуэлла критикуют за антисемитские взгляды, характерные для того времени.
Его прогрессивная репутация в сфере образования была обусловлена главным образом тем, что он настаивал на интеграции социальных классов в Гарварде и не позволял студентам из богатых семей жить отдельно от своих менее обеспеченных сверстников. За эту позицию его иногда называли «предателем своего класса». В некоторых общественных вопросах он также занимал прогрессивную позицию. Он открыто выступал за академическую свободу во время Первой мировой войны и сыграл видную роль в призыве общественности поддержать участие США в Лиге Наций после войны.
Однако в годы, когда он возглавлял Гарвард, он дважды вступал в публичные споры, в которых отстаивал основные принципы справедливости ради своего личного видения миссии Гарварда в отношении ассимиляции нетрадиционных студентов. В одном случае он пытался ограничить число евреев до 15 % от общего числа студентов. В другом случае попытался запретить афроамериканским студентам жить в общежитиях для первокурсников, когда все новые студенты Гарварда должны были поселиться там. В обоих случаях Совет попечителей Гарварда настаивал на последовательном применении либеральных принципов и отменил его решение.
Историк подытожил его сложную личность и наследие такими словами: «Он играл многих персонажей — богатого человека с простыми вкусами, [ ], страстного теоретика демократии, чье личное поведение было изысканно автократичным». Взаимодействие демократических и патрицианских инстинктов, и особенно его настойчивость в отстаивании своих позиций, когда другие считали их необоснованными, делали его труднопонимаемым для современников. Один историк задал вопрос: «Как мог сформироваться консенсус вокруг того, кто приводил в ярость своих друзей так же часто, как и ставил в тупик своих врагов».